# Mauro Pereira
Mauro André Soares Pereira (sinh ngày 6 tháng 11 năm 1991) là một cầu thủ bóng đá người Bồ Đào Nha thi đấu cho Fátima.

## Sự nghiệp câu lạc bộ
Anh ra mắt chuyên nghiệp tại Giải bóng đá hạng nhất quốc gia Bồ Đào Nha cho Mafra vào ngày 31 tháng 10 năm 2015 trong trận đấu trước Oriental.